# 페드로 마르티네스
페드로 마르티네스(영어: Pedro Jaime Martínez, 1971년 10월 25일 ~ )는 도미니카 공화국의 前 야구 선수다.
주로 선발 투수로 활약했고 세 번의 사이 영 상을 수상했으며 현대 야구에서 가장 위대한 투수의 반열에 드는 것으로 평가받고 있다. 그의 별명은 '외계인'인데 소위 '약물 시대'라고 불리던 시기에 말도 안되는 성적을 기록하였고, 이러한 성적에 빗대 "약쟁이들을 심판하려고 보낸 외계인"이라는 것에서 유래하였다. 2006년 4월 200승을 기록할 당시 마르티네스는 200승을 기록한 그 어느 투수보다도 높은 승률을 기록하고 있었다. 2007년 열 다섯 번째로 3천 탈삼진 클럽에 가입하였다. 형은 전 메이저 리그 야구 선수 라몬 마르티네스이다.
2015년 7월 29일 보스턴 레드삭스는 그의 등번호 45번을 영구 결번 지정하였다. 이로써 페드로 마르티네스는 보스턴 레드삭스 구단의 9번째 영구 결번 선수가 되었다.
키는 1미터 80센티미터에 몸무게는 83킬로그램으로, 현대 야구의 파워 피처로는 왜소한 체격이다. 하지만 공식적으로 기록된 키보다 좀 더 작고 몸무게도 덜 나가는 것으로 알려져 있다.

## 투구 스타일
20세기 후반~21세기 초반 미국 메이저 리그의 4대 슈퍼에이스 중 하나였던 페드로 마르티네스는 MLB 역사상 가장 탁월한 스터프를 지니고 있었으며 제구력도 역대급으로 피칭의 예술적인 경지를 개척한 투수다. 먼저 역동적인 투구폼과 헤드샷, 극강의 라이징 포심 패스트볼과 테일링 투심 패스트볼, 명품 커브와 하드 슬라이더가 있다. 특히 놀란 라이언, 랜디 존슨과 함께 메이저 리그 역대 최고의 삼진 마스터 트리오로 불리게 했던, 직구와 같은 폼으로 던지면서 15마일의 스피드 차이와 좌우의 현란한 변화로 수많은 타자들을 추풍낙엽처럼 돌려세웠던 특유의 서클 체인지업이 있다. 마르티네스는 낮은 스리쿼터 포지션에서 공을 던지므로 타자가 딜리버리를 간파하기 어려웠을 뿐만 아니라 손가락 중지가 매우 길었기에 변화구의 각에 예리함이 더해져 상상을 초월하는 위력을 발휘했다. 야구사가 빌 제임스는 그가 동시대의 다른 투수들보다 더 뛰어난 성적을 기록하는 이유로, 다양한 구질, 팔의 각도, 구속, 정교한 제구력, 타자를 속이는 수많은 기술 등을 꼽았다.
프로 생활 초기 마르티네스의 직구는 꾸준히 95~97마일(153~156킬로미터)을 찍었는데 대체로 레파토리는 다음과 같다. 94-95+의 포심, 90-92의 투심, 80후반의 슬라이더, 80초반의 서클체인지업, 70후반의 커브 등이다. 최종 성적은 409선발 219승100패 2.93, 2827.1이닝 3154삼진. MLB 역사상 200승-2점대 평균자책점 투수는 역대 20명뿐인데, 마운드의 높이가 15인치에서 10인치로 낮아진 1969년 이후 데뷔한 투수 중에서는 마르티네스가 유아독존의 경지에 있다. 또한 마르티네스의 통산 조정 평균자책점(154)은 1000이닝 이상을 던진 역대 485명의 선발 투수(선발 경기 80% 이상) 중 1위에 해당하며, 마르티네스의 통산 출루허용률(WHIP) 1.054 역시 역대 110명의 200승 투수 중 최고 기록이다. 게다가 마르티네스(10.04)는 랜디 존슨(10.61)과 함께 9이닝당 탈삼진 숫자가 10개를 넘은 역대 단 2명의 선발투수다. 슈퍼에이스들 중에 로저 클레멘스에서 우완 정통파 파워피처의 진가를 확인할 수 있었고, 랜디 존슨에게서 강력한 좌완 투수의 구위를 볼 수 있었으며, 그렉 매덕스에게서 타자의 허를 찌르는 경제적인 투구를 감상할 수 있었다면, 마르티네스에게서는 이 모든 것을 느낄 수 있었다. 보스턴에서의 전성기 7년간(1998-2004) 그가 보여준 퍼포먼스는 7년간 117승 37패 2.52 조정평균자책점 213(10승 이상에 방어율 3점대 중후반을 기록할 수 있는 3선발급 평균적인 투수의 2.13배의 활약)에 해당한다. 이러한 활약에 힘입어 2015년 명예의 전당 첫 회 입성에 성공하였다.

## 통산 기록
| 연 도           | 소 속           | 나 이           | 승 리 | 패 전 | 승 률 | 평 자 책 | 출 장 | 선 발 | 완 투 | 완 봉 | 세 이 브 | 홀 드 | 이 닝  | 피 안 타 | 피 홈 런 | 볼 넷 | 고 4 | 탈 삼 진 | 몸 맞 | 보 크 | 폭 투 | 실 점 | 자 책 | 타 자 수 | W H I P |
| --------------- | --------------- | --------------- | ----- | ----- | ----- | -------- | ----- | ----- | ----- | ----- | -------- | ----- | ------ | -------- | -------- | ----- | ---- | -------- | ----- | ----- | ----- | ----- | ----- | -------- | ------- |
| 1992            | LAD             | 21              | 0     | 1     | .000  | 2.25     | 2     | 1     | 0     | 0     | 0        | 0     | 8.0    | 6        | 0        | 1     | 0    | 8        | 0     | 0     | 0     | 2     | 2     | 31       | 0.88    |
| 1993            | LAD             | 22              | 10    | 5     | .667  | 2.61     | 65    | 2     | 0     | 0     | 2        | 14    | 107.0  | 76       | 5        | 57    | 4    | 119      | 4     | 1     | 3     | 34    | 31    | 444      | 1.24    |
| 1994            | MON             | 23              | 11    | 5     | .688  | 3.42     | 24    | 23    | 1     | 1     | 1        | 0     | 144.2  | 115      | 11       | 45    | 3    | 142      | 11    | 0     | 6     | 58    | 55    | 584      | 1.11    |
| 1995            | MON             | 24              | 14    | 10    | .583  | 3.51     | 30    | 30    | 2     | 2     | 0        | 0     | 194.2  | 158      | 21       | 66    | 1    | 174      | 11    | 2     | 5     | 79    | 76    | 784      | 1.15    |
| 1996            | MON             | 25              | 13    | 10    | .565  | 3.70     | 33    | 33    | 4     | 1     | 0        | 0     | 216.2  | 189      | 19       | 70    | 3    | 222      | 3     | 0     | 6     | 100   | 89    | 901      | 1.20    |
| 1997            | MON             | 26              | 17    | 8     | .680  | 1.90     | 31    | 31    | 13    | 4     | 0        | 0     | 241.1  | 158      | 16       | 67    | 5    | 305      | 9     | 1     | 3     | 65    | 51    | 947      | 0.93    |
| 1998            | BOS             | 27              | 19    | 7     | .731  | 2.89     | 33    | 33    | 3     | 2     | 0        | 0     | 233.2  | 188      | 26       | 67    | 3    | 251      | 8     | 0     | 9     | 82    | 75    | 951      | 1.09    |
| 1999            | BOS             | 28              | 23    | 4     | .852  | 2.07     | 31    | 29    | 5     | 1     | 0        | 0     | 213.1  | 160      | 9        | 37    | 1    | 313      | 9     | 0     | 6     | 56    | 49    | 835      | 0.92    |
| 2000            | BOS             | 29              | 18    | 6     | .750  | 1.74     | 29    | 29    | 7     | 4     | 0        | 0     | 217.0  | 128      | 17       | 32    | 0    | 284      | 14    | 0     | 1     | 44    | 42    | 817      | 0.74    |
| 2001            | BOS             | 30              | 7     | 3     | .700  | 2.39     | 18    | 18    | 1     | 0     | 0        | 0     | 116.2  | 84       | 5        | 25    | 0    | 163      | 6     | 0     | 4     | 33    | 31    | 456      | 0.93    |
| 2002            | BOS             | 31              | 20    | 4     | .833  | 2.26     | 30    | 30    | 2     | 0     | 0        | 0     | 199.1  | 144      | 13       | 40    | 1    | 239      | 15    | 0     | 3     | 62    | 50    | 787      | 0.92    |
| 2003            | BOS             | 32              | 14    | 4     | .778  | 2.22     | 29    | 29    | 3     | 0     | 0        | 0     | 186.2  | 147      | 7        | 47    | 0    | 206      | 9     | 0     | 5     | 52    | 46    | 749      | 1.04    |
| 2004            | BOS             | 33              | 16    | 9     | .640  | 3.90     | 33    | 33    | 1     | 1     | 0        | 0     | 217.0  | 193      | 26       | 61    | 0    | 227      | 16    | 0     | 2     | 99    | 94    | 903      | 1.17    |
| 2005            | NYM             | 34              | 15    | 8     | .652  | 2.82     | 31    | 31    | 4     | 1     | 0        | 0     | 217.0  | 159      | 19       | 47    | 3    | 208      | 4     | 0     | 4     | 69    | 68    | 843      | 0.95    |
| 2006            | NYM             | 35              | 9     | 8     | .529  | 4.48     | 23    | 23    | 0     | 0     | 0        | 0     | 132.2  | 108      | 19       | 39    | 2    | 137      | 10    | 1     | 2     | 72    | 66    | 550      | 1.11    |
| 2007            | NYM             | 36              | 3     | 1     | .750  | 2.57     | 5     | 5     | 0     | 0     | 0        | 0     | 28.0   | 33       | 0        | 7     | 1    | 32       | 2     | 0     | 1     | 11    | 8     | 128      | 1.43    |
| 2008            | NYM             | 37              | 5     | 6     | .455  | 5.61     | 20    | 20    | 0     | 0     | 0        | 0     | 109.0  | 127      | 19       | 44    | 3    | 87       | 6     | 1     | 2     | 70    | 68    | 493      | 1.57    |
| 2009            | PHI             | 38              | 5     | 1     | .833  | 3.63     | 9     | 9     | 0     | 0     | 0        | 0     | 44.2   | 48       | 7        | 8     | 0    | 37       | 4     | 0     | 0     | 18    | 18    | 117      | 1.25    |
| MLB 통산 : 18년 | MLB 통산 : 18년 | MLB 통산 : 18년 | 219   | 100   | .687  | 2.93     | 476   | 409   | 46    | 17    | 3        | 14    | 2827.1 | 2221     | 239      | 760   | 30   | 3154     | 141   | 6     | 62    | 1006  | 919   | 11394    | 1.05    |

- 시즌 기록 중 굵은 글씨는 해당 시즌 최고 기록, 빨간 글씨는 MLB 역사상 최고 기록

## 참조
1. ↑  “Getting to the height of the matter: some executives believe the taller the pitcher, the better: often a player's size will dictate how teams make decisions regarding draft se...”. 2012년 6월 30일에 원본 문서에서 보존된 문서. 2012년 6월 30일에 확인함.